# Black Water (Conon)
Das Black Water, veraltet auch Rasay oder Blackwater, ist ein Fluss in der schottischen Council Area Highland beziehungsweise in der traditionellen Grafschaft Ross-shire.

## Beschreibung
Das Black Water entsteht durch den Zusammenfluss von Abhainn Srath a’ Bhathaich und Glascarnoch River vor der Westflanke des Ben Wyvis. Beide Flüsse sind Abflüsse aus Stauseen, Loch Vaich beziehungsweise Loch Glascarnoch, die Teile eines regionalen Netzes von Wasserkraftwerken sind.
Zunächst etwa fünf Kilometer in südöstlicher Richtung abfließend, dreht der Lauf des Black Waters nach Süden, um ab Garve bis zu seiner Mündung abermals nach Südosten zu fließen. Nach einem Lauf von 24,77 Kilometern mündet das Black Water nahe Marybank von links in den Conon. Südöstlich von Garve durchfließt das Black Water mit Loch Garve und Loch na Croic zwei Seen. Ein kurzes Stück flussabwärts befinden sich die Wasserfälle Rogie Falls.

## Umgebung
Zwei denkmalgeschützte Brücken überspannen das Black Water. Hiervon ist die um 1762 als Teil der Militärstraße zwischen Contin und Poolewe errichtete Little Garve Bridge als Scheduled Monument geschützt. Die Contin Bridge ist als Denkmal der höchsten Kategorie A eingestuft. Sie wurde 1813 nach einem Entwurf Thomas Telfords errichtet und führte einst die A832 über das Black Water. Eine ältere Brücke am Standort fiel einem Hochwasser im Jahre 1811 zum Opfer. Die heutige A835 quert den Fluss wenige Meter flussabwärts auf einer modernen Brücke.
Die A835 folgt dem Lauf des Black Waters auf seiner gesamten Länge. Sie quert den Fluss ein kurzes Stück nach seiner Entstehung und dann noch zwei weitere Male. Außerdem quert die Strecke der Kyle of Lochalsh Line den Fluss.

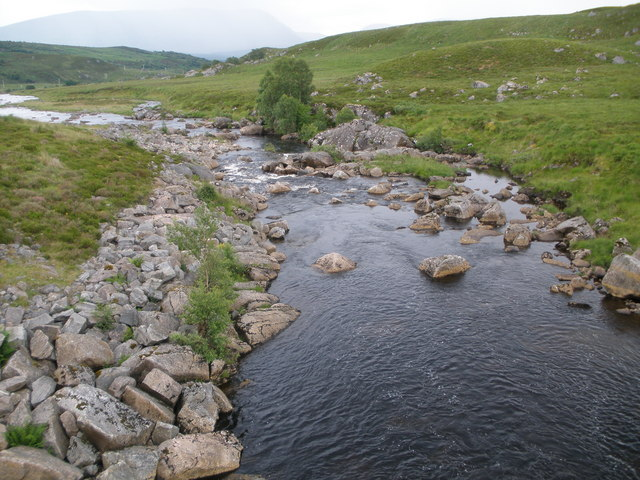
Das Black Water ein kurzes Stück nach seiner Entstehung
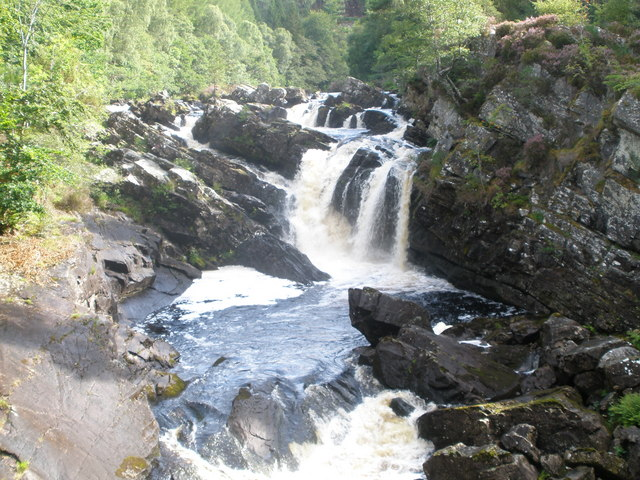
Die Rogie Falls